# فرودگاه واتربری–آکسفورد
فرودگاه واتربری-آکسفورد  (به انگلیسی: Waterbury-Oxford Airport) یک فرودگاه همگانی 137/day با کد یاتا OXC است . این فرودگاه در کشور ایالات متحده آمریکا قرار دارد و در ارتفاع ۲۲۱ متری از سطح دریا واقع شده است.